# Pontotoc County (Mississippi)
Pontotoc County ist ein County im US-Bundesstaat Mississippi. Der Verwaltungssitz (County Seat) ist Pontotoc. Das U.S. Census Bureau hat bei der Volkszählung 2020 eine Einwohnerzahl von 31.184 ermittelt.
Das County gehört zu den Dry Countys, was bedeutet, dass der Verkauf von Alkohol eingeschränkt oder verboten ist.

## Geographie
Das County liegt im mittleren Norden von Mississippi und hat eine Fläche von 1298 Quadratkilometern, wovon neun Quadratkilometer Wasserfläche sind. Es grenzt an folgende Countys:
|                  | Union County     |            |
| Lafayette County |                  | Lee County |
| Calhoun County   | Chickasaw County |            |

## Geschichte
Pontotoc County wurde am 9. Februar 1836 aus Land der Chickasaw gebildet. Benannt wurde es, ebenso wie die Bezirkshauptstadt, nach einem indianischen Ausdruck.
Drei Bauwerke und Stätten des Countys sind im National Register of Historic Places eingetragen (Stand 2. Februar 2018).

## Demografische Daten

Alterspyramide des Pontotoc Countys (Stand: 2000)

Nach der Volkszählung im Jahr 2000 lebten im Pontotoc County 26.726 Menschen in 10.097 Haushalten und 7.562 Familien. Die Bevölkerungsdichte betrug 21 Personen pro Quadratkilometer. Ethnisch betrachtet setzte sich die Bevölkerung zusammen aus 84,40 Prozent Weißen, 13,98 Prozent Afroamerikanern, 0,27 Prozent amerikanischen Ureinwohnern, 0,10 Prozent Asiaten, 0,01 Prozent Bewohnern aus dem pazifischen Inselraum und 0,71 Prozent aus anderen ethnischen Gruppen; 0,54 Prozent stammten von zwei oder mehr Ethnien ab. 1,80 Prozent der Bevölkerung waren spanischer oder lateinamerikanischer Abstammung, die verschiedenen der genannten Gruppen angehörten.
Von den 10.097 Haushalten hatten 37,1 Prozent Kinder unter 18 Jahren, die mit ihnen lebten. 59,2 Prozent waren verheiratete, zusammenlebende Paare, 11,9 Prozent waren allein erziehende Mütter und 25,1 Prozent waren keine Familien. 22,7 Prozent aller Haushalte waren Singlehaushalte und in 10,4 Prozent lebten Menschen im Alter von 65 Jahren oder darüber. Die durchschnittliche Haushaltsgröße lag bei 2,62 und die durchschnittliche Familiengröße bei 3,08 Personen.
27,6 Prozent der Bevölkerung war unter 18 Jahre alt, 8,7 Prozent zwischen 18 und 24, 29,5 Prozent zwischen 25 und 44, 21,4 Prozent zwischen 45 und 64 Jahre alt und 12,8 Prozent waren 65 Jahre oder älter. Das Durchschnittsalter betrug 35 Jahre. Auf 100 weibliche kamen statistisch 94,5 männliche Personen und auf 100 Frauen im Alter von 18 Jahren oder darüber kamen 90,8 Männer.

Das durchschnittliche Einkommen eines Haushaltes betrug 32.055 USD, das einer Familie 39.845 USD. Männer hatten ein durchschnittliches Einkommen von 29.074 USD, Frauen 21.350 USD. Das Prokopfeinkommen lag bei 15.658 USD. Etwa 10,2 Prozent der Familien und 13,8 Prozent der Bevölkerung lebten unterhalb der Armutsgrenze.

## Städte und Gemeinden
| - Algoma - Ecru - Pontotoc | - Sherman1 - Thaxton - Toccopola |

1 – teilweise im Lee und im Union County